# Auckland
Auckland este cel mai mare oraș din Noua Zeelandă, atât ca suprafață cât și ca populație. Cu peste 1,2 milioane de locuitori, Zona Metropolitană a orașului conține peste un sfert din populația țării, și continuă să crească mai repede decât creșterea medie a populației țării. În limba Māori, numele orașului este Tāmaki-makau-rau, sau transcrierea literară (al cuvântului "Auckland"), Ākarana.
Auckland este situat pe Insula de Nord, între Golful Hauraki pe Oceanul Pacific la est, Munții Huna la sud-est, Portul Manukau la sud-vest, și Munții Waikatere la vest și la nord-vest.
Partea centrală a orașului stă pe un istm subțire între portul Manukau pe Marea Tasmaniei și portul Waitemata pe Oceanul Pacific. Este unul dintre puținele orașe din lume cu porturi pe două corpuri de apă separate.

## Istorie

### Māori și europeni
Māori au locuit pe istm începând cu 1350. Multe pā-uri (saturi fortificate) au fost construite, mai ales pe vârfurile vulcanice. Era un număr estimat la 20000 de Māori în zonă înainte să ajungă europenii pe istm. Introducerea armelor europene, începând în Northland, a cauzat războaie devastatoare între triburi.

## Clima
Auckland are o climă temperată cu influențe subtropicale și oceanice. Temperaturile medii anuale sunt de la 15 °C în Iulie și august la 25 °C în Ianuarie.
| Date climatice pentru Auckland (1981–2010) | Date climatice pentru Auckland (1981–2010) | Date climatice pentru Auckland (1981–2010) | Date climatice pentru Auckland (1981–2010) | Date climatice pentru Auckland (1981–2010) | Date climatice pentru Auckland (1981–2010) | Date climatice pentru Auckland (1981–2010) | Date climatice pentru Auckland (1981–2010) | Date climatice pentru Auckland (1981–2010) | Date climatice pentru Auckland (1981–2010) | Date climatice pentru Auckland (1981–2010) | Date climatice pentru Auckland (1981–2010) | Date climatice pentru Auckland (1981–2010) | Date climatice pentru Auckland (1981–2010) |
| Luna                                       | Ian                                        | Feb                                        | Mar                                        | Apr                                        | Mai                                        | Iun                                        | Iul                                        | Aug                                        | Sep                                        | Oct                                        | Nov                                        | Dec                                        | Anual                                      |
| ------------------------------------------ | ------------------------------------------ | ------------------------------------------ | ------------------------------------------ | ------------------------------------------ | ------------------------------------------ | ------------------------------------------ | ------------------------------------------ | ------------------------------------------ | ------------------------------------------ | ------------------------------------------ | ------------------------------------------ | ------------------------------------------ | ------------------------------------------ |
| Maxima medie °C (°F)                       | 23.1 (73,6)                                | 23.7 (74,7)                                | 22.4 (72,3)                                | 20.1 (68,2)                                | 17.7 (63,9)                                | 15.5 (59,9)                                | 14.7 (58,5)                                | 15.1 (59,2)                                | 16.5 (61,7)                                | 17.8 (64)                                  | 19.5 (67,1)                                | 21.6 (70,9)                                | 19,0 (66,2)                                |
| Media zilnică °C (°F)                      | 19.1 (66,4)                                | 19.7 (67,5)                                | 18.4 (65,1)                                | 16.1 (61)                                  | 14.0 (57,2)                                | 11.8 (53,2)                                | 10.9 (51,6)                                | 11.3 (52,3)                                | 12.7 (54,9)                                | 14.2 (57,6)                                | 15.7 (60,3)                                | 17.8 (64)                                  | 15,1 (59,2)                                |
| Minima medie °C (°F)                       | 15.2 (59,4)                                | 15.8 (60,4)                                | 14.4 (57,9)                                | 12.1 (53,8)                                | 10.3 (50,5)                                | 8.1 (46,6)                                 | 7.1 (44,8)                                 | 7.5 (45,5)                                 | 8.9 (48)                                   | 10.4 (50,7)                                | 12.0 (53,6)                                | 14.0 (57,2)                                | 11,3 (52,3)                                |
| Precipitații mm (inches)                   | 73.3 (2.886)                               | 66.1 (2.602)                               | 87.3 (3.437)                               | 99.4 (3.913)                               | 112.6 (4.433)                              | 126.4 (4.976)                              | 145.1 (5.713)                              | 118.4 (4.661)                              | 105.1 (4.138)                              | 100.2 (3.945)                              | 85.8 (3.378)                               | 92.8 (3.654)                               | 1.212,4 (47,732)                           |
| Umiditate [%]                              | 79.3                                       | 79.8                                       | 80.3                                       | 83.0                                       | 85.8                                       | 89.8                                       | 88.9                                       | 86.2                                       | 81.3                                       | 78.5                                       | 77.2                                       | 77.6                                       | 82,3                                       |
| Nr. de zile cu precipitații (≥ 1.0 mm)     | 8.0                                        | 7.1                                        | 8.4                                        | 10.6                                       | 12.0                                       | 14.8                                       | 16.0                                       | 14.9                                       | 12.8                                       | 12.0                                       | 10.3                                       | 9.3                                        | 136,1                                      |
| Ore însorite                               | 228.8                                      | 194.9                                      | 189.2                                      | 157.3                                      | 139.8                                      | 110.3                                      | 128.1                                      | 142.9                                      | 148.6                                      | 178.1                                      | 188.1                                      | 197.2                                      | 2.003,1                                    |
| Sursă: NIWA Science climate data           |                                            |                                            |                                            |                                            |                                            |                                            |                                            |                                            |                                            |                                            |                                            |                                            |                                            |

## Orașe înfrățite
- Brisbane, Australia
- Guangzhou, China (din 1989)[4]
- Ningbo, China
- Qingdao, China
- Hamburg, Germania
- Galway, Republica Irlanda
- Fukuoka, Japonia
- Tomioka, Japonia
- Shinagawa, Japonia
- Kakogawa, Japonia
- Utsunomiya, Japonia
- Busan, Coreea de Sud
- Pohang, Coreea de Sud
- Nadi, Fiji
- Taichung, Taiwan
- Los Angeles, SUA (din 1973)

## Personalități născute aici
- Dolla Richmond (1861 - 1935), pictoriță;
- Sir Edmund Hillary (1919 - 2008), alpinist, primul om care a ajuns pe vârful lui Everest.
- Sir Peter Blake⁠(en)[traduceți] (1948 - 2001, sportiv la yachting;
- John Key (n. 1961), politician, prim-ministru al Noii Zeelande;
- Pauly Fuemana⁠(en)[traduceți] (1969 - 2010), muzician;
- Catherine Chidgey (n. 1970), scriitoare;
- Mark Hunt⁠(en)[traduceți] (n. 1974), kickboxer;
- Jay White (n. 1992), wretsler;
- Tai Webster⁠(en)[traduceți] (n. 1995), baschetbalist;
- Toni Storm (n. 1995), luptătoare de wrestling;
- Lorde (n. 1996), cântăreață.